# Margit Dengler-Paar

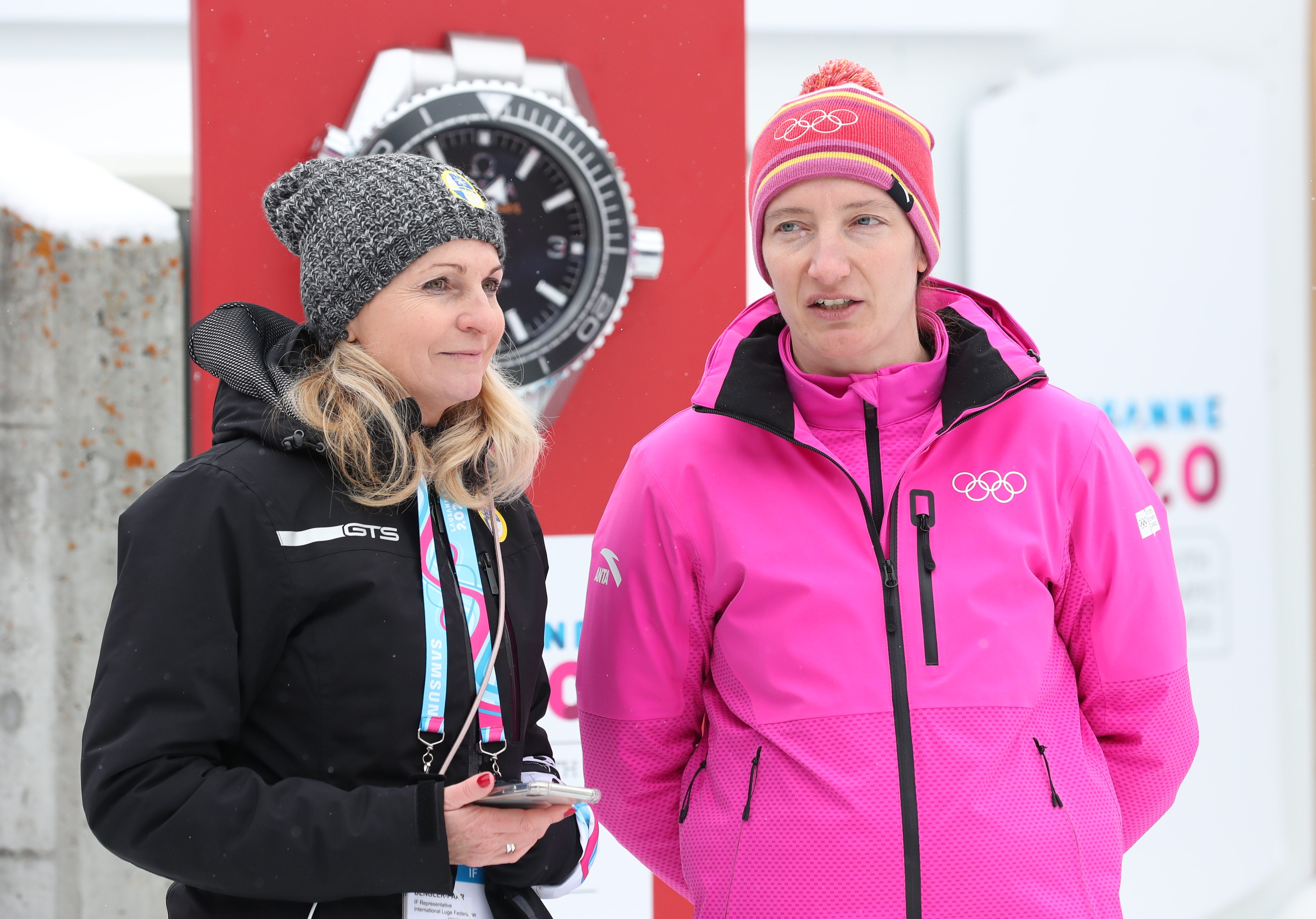
Margit Dengler-Paar zusammen mit Tatjana Hüfner bei den Olympischen Jugend-Winterspielen 2020

Margit Dengler-Paar (* 6. Februar 1970 als Margit Paar) ist eine ehemalige deutsche Rennrodlerin und Rodeltrainerin sowie gegenwärtige Kommunikationsmanagerin. Zu ihren größten sportlichen Erfolgen zählen der Titel als Vize-Europameisterin in der Mannschaft, der Junioren-Gesamtweltcupsieg und die Bronzemedaille bei den Junioren-Weltmeisterschaften. Seit 2020 ist sie Kommunikationsmanagerin der Fédération Internationale de Luge de Course. 

## Leben
Paar wuchs in Schönau am Königssee auf, besuchte die CJD Christophorusschulen Berchtesgaden und absolvierte eine Hotelmanagementausbildung in Bad Reichenhall. Von 1986 an war die für den WSV Königssee startende Paar Teil der deutschen Rennrodelnationalmannschaft. 1989 wurde sie Dritte bei der Juniorenweltmeisterschaft und im selben Jahr errang sie den Gesamtweltcupsieg im Juniorenweltcup. 1990 konnte sie bei den Europameisterschaften den Vizemeistertitel in der Mannschaft erringen. Sie beendete 1992 ihre aktive Sportlaufbahn aufgrund des großen Konkurrenzdrucks auf nationaler Ebene nach der Deutschen Wiedervereinigung. Nach Beendigung ihrer aktiven Sportlaufbahn arbeitete sie bis 2000 bei der Kurdirektion des Fremdenverkehrsverbandes Berchtesgadener Land. 
Von Oktober 2002 bis März 2018 war sie Pressechefin des Bob- und Schlittenverbandes für Deutschland und verantwortete in dieser Funktion die Presse- und Öffentlichkeitsarbeit des deutschen Verbandes. Nach einer Ausbildung zur A-Trainerin für Bob- und Schlittensport in Bad Blankenburg fungierte sie von Oktober 2009 bis März 2017 als Kinder- und Jugendtrainerin für Rennrodeln beim Bayerischen Bob- und Schlittenverband. 2016 wurde sie Social-Media-Managerin der Fédération Internationale de Luge de Course, wo sie seit September 2020 auf der neu geschaffenen Position der Kommunikationsmanagerin die Bereiche Pressearbeit und Social Media für den Rennrodelweltverband verantwortet. Sie löste den langjährigen Pressesprecher Wolfgang Harder ab.
Sie ist verheiratet und hat eine Tochter, die im Jugend- und Juniorinnenbereich ebenfalls als Rennrodlerin aktiv war.